# معادله دیفرانسیل جزئی سهموی
معادله دیفرانسیل جزئی سهموی نوعی از معادلات دیفرانسیل جزئی (PDE) است. PDE های سهموی برای توصیف طیف گسترده ای از پدیده های وابسته به زمان از جمله انتقال حرارت، انتشار ذرات و...استفاده می شوند.

## تعریف
برای تعریف ساده ترین نوع PDE سهموی، تابعی از دو متغیر حقیقی و مستقل {\displaystyle x} و {\displaystyle y} وبا ارزش واقعی {\displaystyle u(x,y)} در نظر بگیرید. PDE با ضریب ثابت مرتبه دوم، خطی و ثابت برای {\displaystyle u} به صورت زیر شکل می گیرد 
{\displaystyle Au_{xx}+Bu_{xy}+Cu_{yy}+Du_{x}+Eu_{y}+Fu=G,}
و اگر ضرایب معادله فوق، شرط زیر را برآورده کنند، این PDE به عنوان سهموی طبقه بندی می شود: 
{\displaystyle B^{2}-4AC=0.}
معمولاً {\displaystyle x} موقعیت یک بعدی و {\displaystyle y} زمان را نشان می دهد، و PDE با توجه به شرایط اولیه و مرزی مقرر حل می شود. از نام "سهموی" بدان جهت استفاده می شود که شرط فوق برای ضرایب، همان شرط معادله زیر در هندسه تحلیلی است: 
{\displaystyle Ax^{2}+Bxy+Cy^{2}+Dx+Ey+F=0}
برای آنکه یک سهمی را مشخص کند. مثال اصلی PDE سهموی، معادله گرمای یک بعدی است،  
{\displaystyle u_{t}=\alpha \,u_{xx},}
که در آن {\displaystyle u(x,t)} دما در زمان {\displaystyle t} و در موقعیت {\displaystyle x} در امتداد یک میله نازک است، و {\displaystyle \alpha } یک ثابت مثبت (انتشار حرارتی) است. نماد {\displaystyle u_{t}} مشتق جزئی {\displaystyle u} نسبت به زمان {\displaystyle t}، و به همین ترتیب {\displaystyle u_{xx}} دومین مشتق جزئی نسبت به {\displaystyle x} است. برای این مثال، {\displaystyle t} نقش {\displaystyle y} را بازی می کند در PDE خطی عمومی مرتبه دوم: {\displaystyle A=\alpha }، {\displaystyle E=-1} و ضرایب دیگر صفر هستند. 
معادله گرما تقریباً می گوید دما در یک زمان و نقطه معین متناسب با تفاوت دما در آن نقطه با میانگین دمای نزدیک آن نقطه افزایش یا کاهش می یابد. کمیت {\displaystyle u_{xx}} اندازه گیری می کند که درجه حرارت تا چه حد از مقدار میانگین مقدار توابع هارمونیک فاصله دارد. 
مفهوم PDE سهموی می تواند از چند طریق تعمیم یابد. به عنوان مثال، جریان گرما از طریق یک ماده توسط معادله گرمای سه بعدی بیان می شود: 
{\displaystyle u_{t}=\alpha \,\Delta u,}
که در آن : 
{\displaystyle \Delta u={\frac {\partial ^{2}u}{\partial x^{2}}}+{\frac {\partial ^{2}u}{\partial y^{2}}}+{\frac {\partial ^{2}u}{\partial z^{2}}}}
عملگر  {\displaystyle \Delta }، عملگر لاپلاس است که بر روی {\displaystyle u} عمل می کند. این معادله نمونه اولیه PDE سهموی چند بعدی است. 
با ذکر این موضوع {\displaystyle -\Delta } یک عملگر بیضوی تعریف گسترده تری از PDE سهموی را پیشنهاد می کند: 
{\displaystyle u_{t}=-Lu,}
جایی که {\displaystyle L} یک عملگر بیضوی مرتبه دوم است (دلالت بر آن دارد {\displaystyle L} باید مثبت باشد؛ موردی که {\displaystyle u_{t}=+Lu} در زیر در نظر گرفته شده است) 
سیستم معادلات دیفرانسیل جزئی برای یک بردار {\displaystyle u} همچنین می تواند متناقض باشد. به عنوان مثال، چنین سیستمی در معادله فرم پنهان است 
{\displaystyle \nabla \cdot (a(x)\nabla u(x))+b(x)^{\text{T}}\nabla u(x)+cu(x)=f(x)}
اگر تابع ماتریسی {\displaystyle a(x)} ، یک کرنل از ابعاد 1 داشته باشد. 
PDE های سهموی همچنین می توانند غیرخطی باشند. به عنوان مثال، معادله فیشر یک PDE غیرخطی است که همان اصطلاح انتشار به عنوان معادله گرما را شامل می شود اما یک ترم رشد خطی و یک ترم کاهش غیرخطی را در بر دارد. 

## راه حل
با فرضیات گسترده، یک مسئله مقدار اولیه/مقدار مرزی برای PDE سهموی خطی، همواره یک جواب دارد. جواب {\displaystyle u(x,t)}، به عنوان تابعی از {\displaystyle x} برای یک زمان مشخص {\displaystyle t>0}، به طور کلی هموارتر از مقدار اولیه {\displaystyle u(x,0)=u_{0}(x)} است. برای یک PDE سهموی غیرخطی، یک جواب مسئله مقدار اولیه / مقدار مرزی، ممکن است در یک نقطه تکینگی در یک زمان مشخص و محدود به بی نهایت میل کند. تعیین اینکه آیا راه حلی برای همه زمان ها وجود دارد یا با نقاط تکینگی مواجه گردد، دشوار است. 

## مثال ها
- معادله گرما
- جریان متوسط انحنا
- جریان ریچی